# مالوویتسه (ناحیه پراخاتیتسه)
مالوویتسه (به چکی: Malovice) یک منطقهٔ مسکونی در جمهوری چک است که در ناحیه پراخاتیتسه واقع شده‌است. مالوویتسه ۲۵٫۱۳ کیلومتر مربع مساحت و ۶۴۴ نفر جمعیت دارد و ۴۱۱ متر بالاتر از سطح دریا واقع شده‌است.